# Колісеум Альфонсо Перес
«Колісеум Альфонсо Перес» (ісп. Coliseum Alfonso Pérez) — футбольний стадіон у Хетафе, Іспанія, домашня арена ФК «Хетафе».
Стадіон побудований та відкритий 1998 року. У результаті кількох розширень потужність становить 17 393 глядачі. Над західною трибуною споруджено дах. Арені присвоєно ім'я відомого іспанського футболіста Альфонсо Переса, випускника академії «Хетафе» та уродженця міста.